# Renfe Operadora
Renfe Operadora – przedsiębiorstwo kolejowe w Hiszpanii działające pod nadzorem Ministerstwa Robót Publicznych i Transportu (hiszp. Ministerio de Fomento), utworzone w 2005 r. w wyniku wydzielenia z RENFE (Krajowej Sieci Kolei Hiszpańskich) dwóch spółek: Renfe Operadora i Administrador de Infraestructuras Ferroviarias. Jest ono głównie odpowiedzialne za transport pasażerski, ale również transport towarowy. Ponadto spółka jest właścicielem pociągów i podmiejskich stacji kolejowych.
Do Renfe Operadora należą:
- AVE
- Renfe Cercanías
- Arco
- Talgo
- Alaris
- Altaria
- Alvia
- Trenhotel
- Diurno
- Estrella
- Euromed
- Media Distancia Renfe

Sieć Renfe obejmuje łącznie ponad 18 771 km torów w Hiszpanii. 24 stycznia 1941 Koleje Hiszpańskie przeszły nacjonalizację. Do systemu kolejowego włączane były coraz to nowe inne miasta (oprócz wielkich już istniejących aglomeracji w systemie kolejowym takich jak: Madryt, Barcelona).
Obecnie pociągi Renfe kursują nie tylko w Hiszpanii, ale także do innych państw europejskich, m.in. do Portugalii, Francji, Włoch oraz do Szwajcarii. Połączenia realizowane są z takimi miastami jak np. Lizbona, Paryż, Mediolan czy Zurych.
Planowane są także budowa tunelu pod Cieśniną Gibraltarską i uruchomienie połączenia do Maroka, jednakże inwestycja jest w obecnie w fazie planowania.
W roku 2010 oddana do użytku została linia LGV Perpignan – Figueres, dzięki czemu Hiszpania została włączona do francuskiego systemu kolei dużych prędkości TGV.
Pociągi AVE kursujące na sieci Renfe poruszają się z dużą prędkością – 300 km/h, zaś linia Madryt – Barcelona dostosowana będzie do prędkości 350 km/h. Pociągi AVE zaliczane są do klasy tzw. kolei dużych prędkości.
Prawie wszystkie hiszpańskie pociągi dużych prędkości obsługiwane są przez składy zespolone lub jednostki elektryczne. Pociągi kategorii InterCity, Arco, Diurno oraz nocne Estrella obsługiwane są przez klasyczne składy wagonowe. Pociągi regionalne i aglomeracyjne kursują w postaci piętrowych lub zwykłych jednostek elektrycznych lub klasycznych składów z wagonami.
Wszystkie pociągi w Hiszpanii krajowego przewoźnika RENFE są klimatyzowane.

## Pociągi grupy Renfe
| Pociąg (kategoria) | Kategoria (grupa)                      | Rodzaj rezerwacji | Dostępne wagony | Prędkość maksymalna (km/h) |
| ------------------ | -------------------------------------- | ----------------- | --------------- | -------------------------- |
| Cercanías          | pociągi aglomeracyjne                  | -                 | T               | 140                        |
| Regionales         | pociągi regionalne                     | -                 | T               | 160                        |
| InterCity          | pociągi kwalifikowane (Grandes Líneas) | [R]               | P, T            | 160                        |
| Talgo              | pociągi kwalifikowane (Grandes Líneas) | [R]               | P, T            | 160                        |
| Diurno             | pociągi kwalifikowane (Grandes Líneas) | [R]               | P, T            | 160                        |
| Arco               | pociągi kwalifikowane (Grandes Líneas) | [R]               | P, T            | 200                        |
| Alaris             | pociągi kwalifikowane (Grandes Líneas) | [R]               | P, T            | 200                        |
| Altaria            | pociągi kwalifikowane (Grandes Líneas) | [R]               | P, T            | 200-220                    |
| Euromed            | pociągi kwalifikowane (Grandes Líneas) | [R]               | P, T            | 220-240                    |
| Alvia              | pociągi kwalifikowane (Grandes Líneas) | [R]               | P, T            | 250                        |
| Estrella           | pociągi kwalifikowane (Grandes Líneas) | [R]               | P, T, L, G      | 160                        |
| Trenhotel          | pociągi kwalifikowane (Grandes Líneas) | [R]               | P, G            | 160                        |
| Talgo 200          | pociągi dużych prędkości               | [R]               | P, T            | 200-220                    |
| AV Media Distancia | pociągi dużych prędkości               | [R]               | C, T            | 250-260                    |
| AVE                | pociągi dużych prędkości               | [R]               | C, P, T         | 300-350                    |

Legenda:
- [R] – rezerwacja obowiązkowa;
- C – Club (wagon z miejscami do siedzenia w klasie biznes)
- P – Preferente (wagon z miejscami do siedzenia klasy 1)
- T – Turista (wagon z miejscami do siedzenia klasy 2)
- L – Litera (wagon z miejscami do leżenia, kuszetka)
- G – Gran Clase (wagon sypialny)